# Fourth Army (Vereinigtes Königreich)
Die Fourth Army (deutsch 4. Armee) war eine Feldarmee des britischen Heeres, die im Ersten Weltkrieg kämpfte. Im Zweiten Weltkrieg wurde im Rahmen der Operation Fortitude eine fiktive 4. Armee aufgestellt, um die Wehrmachtsführung zu täuschen. Dabei wurde vor allem aufwändig ein Funkverkehr zwischen den fiktiven Einheiten und ihren Führungsstellen und der Heimat der beteiligten (fiktiven) Soldaten vorgeführt. Sie entsprach in der Operation Fortitude damit der ebenfalls fiktiven First United States Army Group (dt. 1. US-Heeresgruppe).

## Erster Weltkrieg

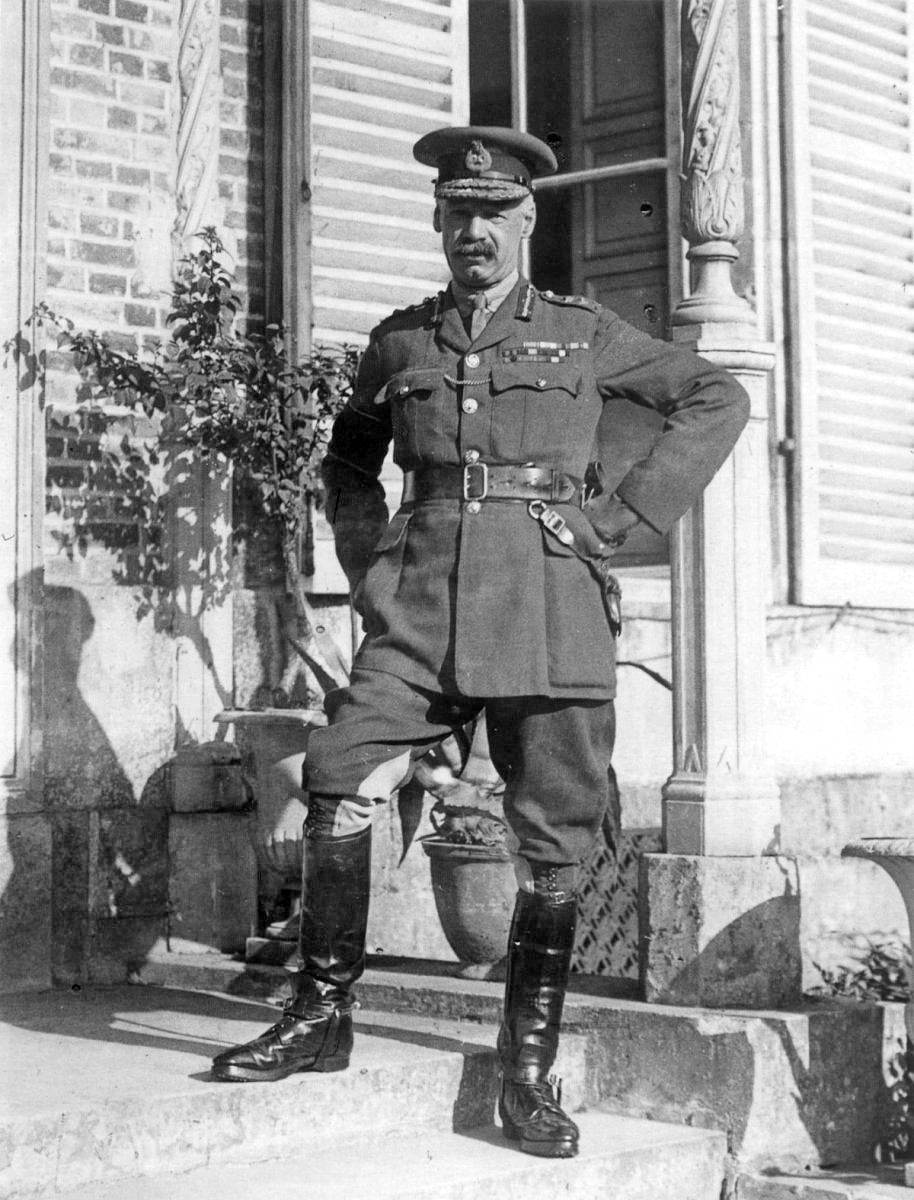
Henry Rawlinson, im HQ 4. Armee in Querrieu Chateau, Juli 1916

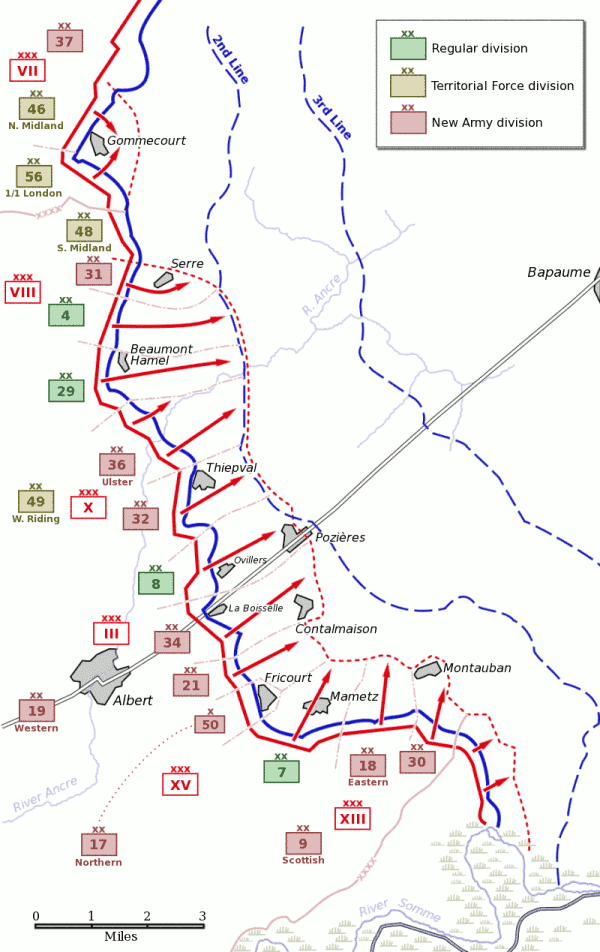
Angriffsplan der 4. Armee für den ersten Tag der Sommeschlacht, 1. Juli 1916

### 1916
Die 4. Armee wurde am 5. Februar 1916 während des Ersten Weltkriegs als Teil der British Expeditionary Force aufgestellt. Der zum Oberbefehlshaber bestimmte General Sir Henry Rawlinson übernahm den bisherigen Abschnitt der 3. Armee, im Raum östlich von Albert bis zur Somme.
Die 4. Armee führte ab 1. Juli 1916 in der Schlacht an der Somme aus den Raum östlich von Albert und nördlich der Somme den Hauptangriff gegen die deutsche 2. Armee durch. Nach der Sprengung des Lochnagar-Kraters wurde auf einer Breite von 26 Kilometern mit 14 Divisionen angegriffen. Der Schwerpunkt lag anfangs beim X. und III. Corps, das zwischen Thiepval und La Boisselle anstürmte. Wegen der starken deutschen Stellung im Raum Fricourt beteiligte sich die britische 50. Brigade nicht am ersten Angriff. Im südlichen Abschnitt im Sektor des XIII. Corps bildete der Ort Maricourt an der Somme die Trennlinie zur französischen 6. Armee.
Gliederung am 1. Juli 1916
VIII. Corps (Generalleutnant Aylmer Hunter-Weston) (ab 4. Juli der Reserve-Armee unterstellt)
- 48th (South Midland) Division (Major General Robert Fanshawe)
- 31st Division (Major General Robert Wanless O’Gowan)
- 4th Division (Major General William Lambton)
- 29th Division (Major General Henry de Beauvoir de Lisle)

X. Corps (Generalleutnant Thomas Morland) (ab 4. Juli der Reserve-Armee unterstellt)
- 36th (Ulster) Division (Major General Oliver Steward Nugent)
- 32nd Division (Major General Reginald W.R. Barnes)
- 49th (West Riding) Division (Major General Edward M. Perceval)

III. Corps (Generalleutnant Sir William Pulteney)
- 8th Division (Major General Havelock Hudson)
- 34th Division (Major General E. C. Ingouville-Williams)
- 21st Division (Major General D.G.M. Campbell)
- 12th (Eastern) Division (Major General Arthur B. Scott)
- 50th (Northumbrian) Division (Major General Percival S. Wilkinson)
- 3rd Division (Major General Aylmer L. Haldane)

XV. Corps (Generalleutnant Henry Horne)
- 7th Division (Major General H. E. Watts)
- 17th (Northern) Division (Major General Thomas D. Pilcher)
- 33rd Division (Major General Reginald J. Pinney)
- 38th (Welsh) Division (Major General Ivor Philipps, später Charles Blackader)

XIII. Corps (Generalleutnant Walter Congreve)
- 9th (Scottish) Division (Major General William T. Furse)
- 18th (Eastern) Division (Major General Ivor Maxse)
- 30th Division (Major General F. C. Stanley)
- 35th Division (Major General Herman Landon)

### 1917
Im November 1917 wurde die Armee nach der Verlegung der bisherigen 2. Armee nach Italien in 2. Armee umbenannt. Nach deren Rückkehr aus Italien im März 1918 wurde sie wieder zur 4. Armee.

### 1918

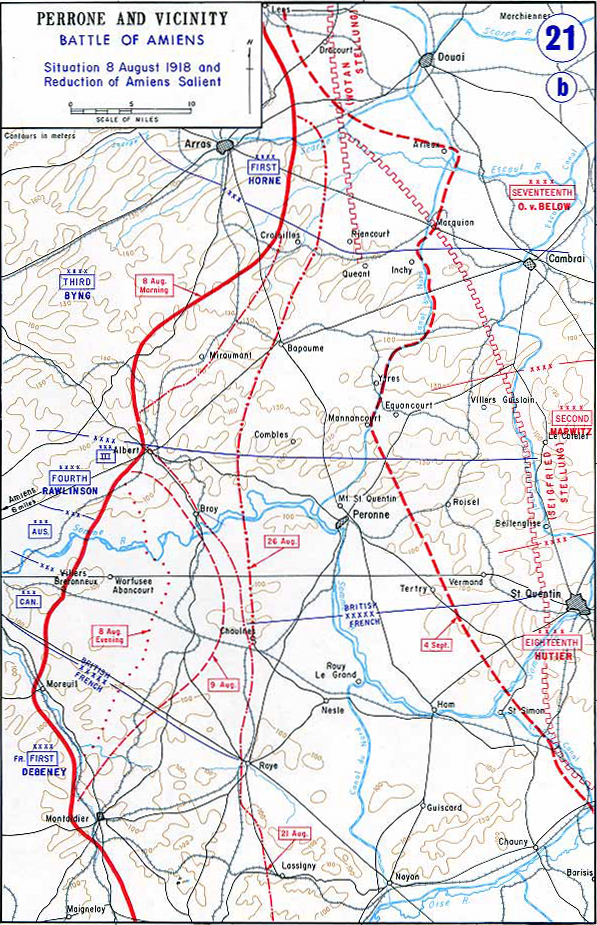
Gebiet der Somme, August 1918

Die Armee führte während der Schlacht bei Amiens (August 1918) zusammen mit der französischen 1. Armee den Hauptangriff und durchbrach während der Hunderttageoffensive im September und Oktober die deutsche Siegfriedstellung.
Während der Schlacht bei Amiens (ab 8. August 1918) wurde von der 4. Armee der erste operative Durchbruch der deutschen Front erreicht, dabei waren General Rawlinson folgende Korpsgruppen unterstellt:
III. Corps (Generalleutnant Richard Butler)
- 12th (Eastern) Division (Major General Higginson)
- 18th (Eastern) Division (Major General Richard Philipps Lee)
- 47th (2nd London) Division (Major General Gorringe)
- 58th (2/1st London) Division (Major General Frank W. Ramsay)

Cavalry Corps (General Charles Kavanagh)
- 1st Cavalry Division (Major General R. L. Mullens)
- 2nd Cavalry Division (Major General T. T. Pitman)
- 3rd Cavalry Division (Major General A. E. W. Harmon)

Australisches Korps (Generalleutnant John Monash)
- 17th (Northern) Division (Major General Philip Rynd Robertson)
- 1st Australian Division (Major General Thomas W. Glasgow)
- 2nd Australian Division (Major General Charles Rosenthal)
- 3rd Australian Division (Major General John Gellibrand)
- 4th Australian Division (Major General Ewan Sinclair Maclogan)
- 5th Australian Division (Major General John T. Hobbs)

Kanadisches Corps (Generalleutnant Arthur Currie)
- 32nd Division (Major General Reginald W. R. Barnes)
- Kanadische 1. Division (Major General A. C. Macdonell)
- Kanadische 2. Division (Major General Henry E. Burstall)
- Kanadische 3. Division (Major General L. J. Lipsett)
- Kanadische 4. Division (Major General David Watson)

Bei der 4. Armee wurden ab September 1918 während der Hunderttageoffensive auch größere Einheiten der American Expeditionary Force integriert:
II. US-Korps (General George W. Read)
- 27th Infantry Division (Major General John F. O’Ryan)[1]
- 30th Infantry Division (Major General Edward M. Lewis)

Nach dem Übergang am Canal du Nord griff das unterstellte australische Korps am 29. September 1918 mit Unterstützung der 27. und 30. US-Division genau an der Nahtstelle der deutschen 18. und 2. Armee zwischen Cambrai und Saint-Quentin erfolgreich an. Unterstützt wurde dieses Vorgehen im Süden durch die französische 1. Armee und im Norden durch die britische 46th (North Midland) Division.
Am Tag des Waffenstillstandes (11. November 1918) stand die 4. Armee in folgender Gliederung im Raum beiderseits von Sivry:
XIII. Corps (Generalleutnant Thomas Morland)
- 25th Division (Major General James R. E. Charles)
- 50th Northumbrian Division (Major General Henry C. Jackson)
- 66th East Lancashire Division (Major General Hugh Keppel Bethell)
- 18th Eastern Division (Major General Richard Phillips Lee)

IX. Corps (Generalleutnant Walter Pipon Braithwaite)
- 1st Division (Major General Edward Peter Strickland)
- 6th Division (Major General Thomas Owen Marden)
- 32nd Division (Major General Lambert)
- 46th North Midland Division (Major General Gerald Farrell Boyd)

Australian Corps (Generalleutnant John Monasch)
- 1st, 2nd, 3rd and 5th Australian Division

II. US-Korps (Major General Read)
- 27th und 30th Division

## Zweiter Weltkrieg
Die Deutsche Führung sollte noch vor der alliierten Invasion in der Normandie (Juni 1944) glauben, dass sich das Hauptquartier einer fiktiven britischen 4. Armee im Edinburgh Castle befand und eine Invasion über Norwegen vorbereitet werden sollte. Durch das weitgehend erfolgreiche Täuschungsmanöver wurden dort sehr lange deutsche Truppen gebunden.
Die fiktive Zusammensetzung sah folgendermaßen aus.
- HQ in Edinburgh
- Britisches II. Korps (fiktiv – HQ Stirling)
  - 55. (West Lancashire) Division (Nordirland)
  - 58. Division (fiktiv, Aberlour)
  - 113. Selbständige Infanteriebrigade (Kasernen auf Orkney und den Shetland Islands)

- Britisches VII. Korps (fiktiv – HQ Dundee)
  - 52. (Lowland) Division (Dundee)
  - 55. US-Infanteriedivision (fiktiv, Island)
  - Drei US-Ranger-Bataillone (fiktiv, Island)

- XV. US-Korps (Bereitstellungsraum Nordirland, real existierend mit anderer Verwendung und Unterordnung)
  - 2. US-Infanteriedivision
  - 5. US-Infanteriedivision, die „Red Devils“
  - 8. US-Infanteriedivision